# 25520 Deronchang
25520 Deronchang è un asteroide della fascia principale. Scoperto nel 1999, presenta un'orbita caratterizzata da un semiasse maggiore pari a 2,3733686 UA e da un'eccentricità di 0,1239292, inclinata di 5,99974° rispetto all'eclittica.